# Orthoscuticella lata
Orthoscuticella lata är en mossdjursart som först beskrevs av Stach 1934.  Orthoscuticella lata ingår i släktet Orthoscuticella och familjen Catenicellidae. Inga underarter finns listade i Catalogue of Life.